# تشادرون
تشادرون (بالإنجليزية: Chadron)‏ هي مدينة أمريكية تقع في ولاية نبراسكا. تبلغ مساحة هذه المدينة 9.98 (كم²)،ويبلغ عدد سكانها 5851 نسمة حسب إحصاء سنة 2010 م 5851.تشير إحصاءات سنة 2000م بأن الكثافة السكانية في هذه المدينة تقدر بـ(586.5) نسمة/كم2

## التركيبة السكانية
قام مكتب تعداد الولايات المتحدة بتحديد بيانات التركيبة السكانية لتشادرونفي تعداد الولايات المتحدة. في ما يلي، التركيبة السكانية حسب تعدادي 2000 و2010.

### تعداد عام 2000
بلغ عدد سكان تشادرون 5,634 نسمة بحسب تعداد عام 2000، وبلغ عدد الأسر 2,187 أسرة وعدد العائلات 1,150 عائلة مقيمة في المدينة. في حين سجلت الكثافة السكانية 1,553.4 نسمة لكل ميل مربع (599.8/كم2). وبلغ عدد الوحدات السكنية 2,441 وحدة بمتوسط كثافة قدره 673.0 نسمة لكل ميل مربع (259.8/كم2).
وتوزع التركيب العرقي للمدينة بنسبة 92.99% من البيض و 3.30% من الأمريكيين الأصليين و 0.32% من الأمريكيين ذوي الأصول الآسيوية و 0.09% من سكان جزر المحيط الهادئ و 0.66% من الأمريكيين الأفارقة و 1.51% من عرقين مختلطين أو أكثر.
بلغ عدد الأسر 2,187 أسرة كانت نسبة 24.6% منها لديها أطفال تحت سن الثامنة عشر تعيش معهم، وبلغت نسبة الأزواج القاطنين مع بعضهم البعض 41.0% من أصل المجموع الكلي للأسر، ونسبة 8.8% من الأسر كان لديها معيلات من الإناث دون وجود شريك، وكانت نسبة 47.4% من غير العائلات. تألفت نسبة 34.4% من أصل جميع الأسر من أفراد ونسبة 12.9% كانوا يعيش معهم شخص وحيد يبلغ من العمر 65 عاماً فما فوق. وبلغ متوسط حجم الأسرة المعيشية 2.87، أما متوسط حجم العائلات فبلغ 2.20.
بلغ العمر الوسطي للسكان 25 عاماً. وكانت نسبة 18.3% من القاطنين تحت سن الثامنة عشر، وكانت نسبة 32.0% بين الثامنة عشر والأربعة وعشرون عاماً، ونسبة 19.9% كانت واقعةً في الفئة العمرية ما بين الخامسة والعشرون حتى والأربعة وأربعون عاماً، ونسبة 16.9% كانت ما بين الخامسة والأربعون حتى الرابعة والستون، ونسبة 12.9% كانت ضمن فئة الخامسة والستون عاماً فما فوق. يوجد لكل 100 أنثى 92.2 ذكر، ويوجد لكل 100 أنثى في الثامنة عشر من عمرها فما فوق 88.1 ذكر.
بلغ متوسط دخل الأسرة في المدينة 27,400 دولار، أما متوسط دخل العائلة فبلغ 44,420 دولار. وكان متوسط دخل الذكور 30,353 دولار مقابل 17,183 دولار للإناث. وسجل دخل الفرد الخاص بالمدينة 16,312 دولار. وكانت نسبة 11.0% من العائلات ونسبة 21.4% من السكان تحت خط الفقر، وكان من هؤلاء نسبة 15.4% تحت سن الثامنة عشر ونسبة 10.3% في الخامسة والستين من العمر وما فوق.

### تعداد عام 2010
بلغ عدد سكان تشادرون 5,851 نسمة بحسب تعداد عام 2010، وبلغ عدد الأسر 2,306 أسرة وعدد العائلات 1,194 عائلة مقيمة في المدينة. في حين سجلت الكثافة السكانية 1,519.7 نسمة لكل ميل مربع (586.8/كم2). وبلغ عدد الوحدات السكنية 2,559 وحدة بمتوسط كثافة قدره 664.7 لكل ميل مربع (256.6/كم2).
وتوزع التركيب العرقي للمدينة بنسبة 87.8% من البيض و 5.1% من الأمريكيين الأصليين و 0.8% من الأمريكيين ذوي الأصول الآسيوية و 0.6% من سكان جزر المحيط الهادئ و 1.6% من الأمريكيين الأفارقة و 2.9% من عرقين مختلطين أو أكثر.
بلغ عدد الأسر 2,306 أسرة كانت نسبة 25.9% منها لديها أطفال تحت سن الثامنة عشر تعيش معهم، وبلغت نسبة الأزواج القاطنين مع بعضهم البعض 38.6% من أصل المجموع الكلي للأسر، ونسبة 9.6% من الأسر كان لديها معيلات من الإناث دون وجود شريك، بينما كانت نسبة 3.6% من الأسر لديها معيلون من الذكور دون وجود شريكة وكانت نسبة 48.2% من غير العائلات. تألفت نسبة 38.3% من أصل جميع الأسر من أفراد ونسبة 13.6% كانوا يعيش معهم شخص وحيد يبلغ من العمر 65 عاماً فما فوق. وبلغ متوسط حجم الأسرة المعيشية 2.89، أما متوسط حجم العائلات فبلغ 2.16.
بلغ العمر الوسطي للسكان 26.8 عاماً. وكانت نسبة 19.5% من القاطنين تحت سن الثامنة عشر، وكانت نسبة 27.5% بين الثامنة عشر والأربعة وعشرون عاماً، ونسبة 21.5% كانت واقعةً في الفئة العمرية ما بين الخامسة والعشرون حتى والأربعة وأربعون عاماً، ونسبة 18.3% كانت ما بين الخامسة والأربعون حتى الرابعة والستون، ونسبة 13.1% كانت ضمن فئة الخامسة والستون عاماً فما فوق. وتوزع التركيب الجنسي للسكان بنسبة 49.0% ذكور و51.0% إناث.